# Salimuzzaman Siddiqui
Salimuzzaman Siddiqui (en ourdou : سلیم الزّماں صدّیقی), né le 19 octobre 1897 à Subeha et mort le 14 avril 1994 à Karachi est un chimiste pakistanais spécialisé en chimie organique. Originaire d'une famille musulmane des Provinces unies d'Agra et d'Oudh sous le Raj britannique, il rejoint le Pakistan en 1951 et contribue à la création des institutions scientifiques du pays.

## Jeunesse et éducation
Salimuzzaman Siddiqui est né le 17 ou 19 octobre 1897 dans le village de Subeha, situé dans le district de Barabanki alors intégré dans les Provinces unies d'Agra et d'Oudh, dans le Raj britannique, aujourd'hui l’État d'Uttar Pradesh en Inde. Il grandit une partie de sa vie à Lucknow, capitale de la province, puis fait ses études au sein de l'Université musulmane d'Aligarh où il est influencé par les mouvements intellectuelles musulmans indiens, comme le mouvement d'Aligarh. Il sort de celle-ci diplômé en langue perse et en philosophie. Siddiqui part ensuite à l'étranger et suit des études de médecine à l'University College de Londres puis en chimie organique à l'Université de Francfort. Il soutient sa thèse en 1927 sous la direction de Julius von Braun.

## Recherches
Après avoir terminé sa thèse en Allemagne en 1927, Siddiqui rentre en Inde puis rejoint l'Université de Delhi et pousse ses recherches en chimie organique. En 1940, il rejoint le Conseil scientifique indien. Après la partition des Indes en 1947, Siddiqui reste dans un premier temps en Inde, mais il est invité à rejoindre le Pakistan en 1951 par le Premier ministre Liaquat Ali Khan. Acceptant cette demande, il contribue à créer le Conseil de recherche scientifique et industriel du Pakistan, l'Académie des sciences du Pakistan et même un laboratoire de recherches post-doctorales pour l'Université de Karachi.
Le scientifique rejoint aussi la Commission pakistanaise à l'énergie atomique et travaille auprès du physicien Abdus Salam.  En 1961, il fonde et assure la première présidence du Conseil national scientifique en 1961. Il se retire de la plupart de ces institutions en 1966 pour se consacrer à ses recherches à l'université de Karachi. Il meurt le 14 avril 1994 à Karachi, à l'âge de 96 ans, et est surtout reconnu pour sa contribution à la mise en place des institutions scientifiques de la jeune nation. 

## Prix
Salimuzzaman Siddiqui a remporté de nombreux prix pour ses contributions à la science au Pakistan, surtout les prix nationaux Sitara-i-Imtiaz en 1962, le prix de la performance en 1966 et le Hilal-i-Imtiaz en 1980. Au niveau international, il reçoit l'ordre de l'Empire britannique en 1946 et un prix de la Third World Academy of Sciences en 1985.